# Leptometra phalangium
Espèce
Synonymes
- Alecto phalangium Müller, 1841[2]
- Antedon phalangium (Müller, 1841)[2]
- Comatula phalangium (Müller, 1841)[2]

La « comatule profonde de Méditerranée », Leptometra phalangium est une espèce de comatules de la famille des Antedonidae et vivant en profondeur dans les eaux de la Méditerranée.

## Description
Cette comatule possède dix bras très fins, et peut atteindre jusqu'à 25 cm de diamètre total. Ses pinnules sont longues (jusqu'à 4,5 cm), fines et clairsemées, et l'ensemble du corps est de couleur vert sale, tirant parfois sur le blanchâtre ou le brun. Le calice est petit et conique.

## Habitat et répartition
Cette espèce est endémique de la Méditerranée, notamment dans son bassin occidental. Elle vit sur les fonds vaseux entre 60 et 1 500 m de profondeur, mais se rencontre surtout entre 200 et 600 m, et n'est donc que rarement observée par des plongeurs. Elle peut se rencontrer en densité importante (30 à 50 individus par mètre carré) et former de véritables faciès.

## Menaces et mesures de gestion
Les fonds à Leptometra sont des milieux riches pour les ressources halieutiques,,. Le chalutage de fond est la principale menace qui pèse sur cet habitat.
Cet habitat ne fait pas l'objet d'une reconnaissance internationale. Le gouvernement espagnol a cependant proposé sont inscription à l'annexe I de la Directive habitat.

## Écologie et comportement

### Locomotion
Cette comatule vit d'abord fixée au substrat, puis devient vagile tout en conservant des mœurs sédentaires. Dérangée, elle est capable de ramper sur ses cirres, ou même de nager quelque temps. 

### Reproduction et croissance
La reproduction est sexuée et gonochorique : mâles et femelles relâchent leurs gamètes en même temps grâce à un signal phéromonal, en pleine eau, où les œufs vont se féconder et se développer. Les larves évoluent parmi le plancton pendant quelques jours, puis se fixent à un support pour entamer leur métamorphose en « pentacrine » (stade larvaire pédonculé sessile). Une fois matures, les comatules perdent leur pédoncule et peuvent se déplacer pour trouver les meilleurs zones de chasse.
Il n'y a pas de dimorphisme sexuel : mâles et femelles ne se distinguent que par leurs organes reproducteurs. Les comatules ont un excellent potentiel de régénération, et peuvent reconstituer un bras perdu en quelques semaines.

### Alimentation
Comme tous les crinoïdes, cette comatule est suspensivore. Ses longs bras ramifiés munis de pinnules filtrent l'eau, et retiennent les particules en suspension (plancton, neige marine, particules organiques en suspension...) en s'enroulant, avant de transmettre le butin aux tentacules collants qui tapissent les sillons ambulacraires. La nourriture circule ensuite le long de ces sillons comme sur un tapis roulant, pour arriver finalement à la bouche, d'où elles passera dans le tube digestif.
Pour augmenter leur efficacité, les comatules se tiennent généralement perpendiculaires au courant, et recherchent les zones où le plancton est abondant.

### Symbioses, parasitisme et commensalisme
Certains petits animaux vivent spécifiquement à proximité ou sur cette comatule, comme la crevette Hippolyte leptometrae.